# 戈氏長頜魚
戈氏長頜魚（学名：Mormyrus goheeni），為輻鰭魚綱骨舌魚目象鼻魚科的其中一種，分布於非洲賴比瑞亞的淡水流域，體長可達34.5公分。